# Teddy Stauffer

Teddy Stauffer bei der Fernsehshow Der goldene Schuß, Mai 1969 in Zürich

Teddy Stauffer, gebürtig Ernst Heinrich Stauffer, auch Ernest Henry Stauffer (* 2. Mai 1909 in Murten, Schweiz; † 27. August 1991 in Acapulco, Mexiko) war ein Schweizer Jazzmusiker und Bandleader. Mit seinen Arrangements aktueller amerikanischer Kompositionen galt er in den 1930er und frühen 1940er Jahren als eine der Swinggrössen in Deutschland.

## Leben
Teddy Stauffer wuchs in Murten am Murtensee und in Bern auf, spielte dort ab 1927 Geige und Saxophon in einer Amateurband, die er nach dem Wappentier von Bern benannte, einem Bären. 1928 begann Stauffer mit seinem Orchester Teddy And His Band in Deutschland aufzutreten.

### Berlin
Ihr erstes Engagement hatten die Teddies als Caféhaus-Kapelle in Gleiwitz. Nach vielen Engagements auf Kreuzfahrtschiffen erreichte seine Popularität in Deutschland um 1935/36 ihren Höhepunkt. 1936 erhielt er von Elfriede Scheibel, der Besitzerin des Berliner „Delphi-Palastes“ ein viermonatiges Engagement vom Juli bis Oktober 1936. Dieses Gastspiel begründete den Ruf des Delphi als Swing-Bühne. Zu seinen Original Teddies gehörten von Anbeginn der Berliner Posaunist Walter Dobschinski, der Stuttgarter Trompeter Kurt Hohenberger, der 1937 zur Goldenen Sieben gehörte, dazu die Schweizer Trompeter Bob E. Huber und Rudi Dumont. Der Berliner Saxophonist Frithjof Bobby Fest, Gründungsmitglied der Teddies, schied noch vor dem Krieg aus. Er wechselte später als Oboist zum Symphonieorchester des RIAS in Berlin. An der Klarinette war Franz Thon (ebenfalls Goldene Sieben). Er schied 1937 aus, da seine Gagenforderung mit 1000,– RM (5.000 Euro) höher war als das Gehalt, das sich Stauffer selber zubilligte. So kam es zur Umstrukturierung im Orchester. Ab 1937 wurde es vergrössert. Hinzu kamen der Klarinettist und Satzführer Franz Kleindin und vom Orchester Kurt Hohenberger der Klarinettist Ernst Höllerhagen.
Ein Gastspiel der Stauffer-Band in England sorgte für internationalen Glanz. Aus London brachte Stauffer die Sängerin Betty Toombs mit, von der einige Telefunken-Aufnahmen von 1938 existieren. Sie übte die Aussprache mit dem Gitarristen und Sänger Billy Toffel, der die Jahre zuvor ausschliesslich phonetisch englisch gesungen hatte, ohne ein Wort zu verstehen. Es folgten phasenweise Umbesetzungen u. a. mit dem Trompeter Günter (Duke) Herzog und dem Klarinettisten Benny de Weille. Bis 1939 trat er mit seiner Original Teddies-Band vor allem in Berlin und Hamburg auf. Mit seiner jazzigen Swingmusik bekam Stauffer jedoch zunehmend Ärger mit der Reichsmusikkammer.

### Schweiz
Im Winter traten Teddy Stauffer und seine "Teddies" alljährlich in den Grand Hotels der Skiorte St. Moritz und Arosa auf. Im Jahr 1939 reiste die Band zur Eröffnung der Landesausstellung in die Schweiz, in Vertretung des Orchesters von Jimmie Lunceford, das wegen des drohenden Kriegs absagte. Bei Kriegsausbruch war die Band in der Schweiz, ausser Ernst Höllerhagen mussten alle deutschen Mitglieder der Teddies die Schweiz verlassen. Ein geplantes Gastspiel ab September 1939 in der Berliner Femina kam nicht mehr zustande.
In der Schweiz wirkte er 1940/41 an der Vertonung des Filmes s’Margritli und d’ Soldate mit. Das Margritli-Lied, interpretiert von den Geschwister Schmid, wurde zu einem grossen Erfolg. Viele der Arrangements schrieb Buddy Bertinat. Nach dem Weggang von Teddy Stauffer 1941 waren die Original Teddies unter Leitung von Eddie Brunner; dazu gehörte nun auch Hazy Osterwald, der bereits seit 1941 Arrangements für die Band schrieb. Doch konnte die Band nicht an alte Erfolge anknüpfen.

### Acapulco
Nach einem Engagement auf einem Atlantik-Kreuzfahrtschiff blieb Stauffer in den USA, zunächst in New York, dann versuchte er sein Glück als Filmkomponist in Hollywood. Wegen Schwierigkeiten mit seinen Aufenthaltspapieren ging er nach Mexiko, das ab 1944 seine zweite Heimat wurde. In Acapulco gründete er das Musiklokal und Restaurant La Perla, das als Kulisse für die Schlusssequenz des Elvis-Presley-Films Acapulco diente und in den 1960er-Jahren gemeinsam mit dem Armando’s als das beste Restaurant der Stadt galt. Außerdem war Stauffer Manager mehrerer bekannter Hotels, u. a. des Hyatt Regency und der Villa Vera. Die Mexikaner verehrten den hochgewachsenen, blonden Schweizer als allseits beliebten Botschafter für Acapulco. „Mr. Acapulco“ trug dazu bei, die Hollywood-Prominenz anzulocken und den Ort, der damals ein Fischerdorf mit 8000 Bewohnern war, weltberühmt zu machen. In seine mexikanische Zeit fallen kleine Gastauftritte in TV- und Filmproduktionen.

## Familie
Teddy Stauffer war fünfmal verheiratet und fünfmal geschieden, u. a. mit den Schauspielerinnen Faith Domergue und Hedy Lamarr. Aus der Ehe mit Patricia Morgan hat Teddy Stauffer eine Tochter: Melinda Morgan Stauffer (* 19. April 1962), die in Kalifornien lebt.

## Tod
Teddy Stauffer starb im Jahr 1991 in Acapulco. Nach seinem Tod wurde seine Asche in den Pazifik gestreut, wie es sein letzter Wille war.

## Interviews
- Wolfgang Stock: Teddy Stauffer in Acapulco. In: stockpunkt.com. 9. Dezember 2007, archiviert vom Original am 25. Juli 2008.
- Stephan Wuthe mit Franz Teddy Kleindin, 1988–2003 u. a. für CD Franz Teddy Kleindin Klarinettenzauber 1941–1948, Edition Antikbüro, Berlin 2004, Best. Nr. SW2004, 4 260051 362045
- Wolfgang Stock: Teddy Stauffer: Der Swingkönig im Paradies. In: stockpress.de. 5. August 2010.
- Wolfgang Stock: Teddy Stauffer erklärt den Swing. In: stockpress.de. 13. Juli 2011.